# メキシカン
メキシカン (Mexican)
- メキシコで使用されている言語、特にナワトル語を指す英語。
- メキシコ人のこと。
- カクテルの一種。テキーラベースのカクテルで、ショートドリンクとロングドリンクの両方が存在する。

ここでは、カクテルについて記述する。

## ショートドリンクのメキシカン
テキーラベースのものとしては、古くから存在するカクテル。作者は、ハリー・クラドック。彼は、イギリスのサヴォイ・ホテルのバーテンダーだった。テキーラベースのカクテルとしては、最も古いとする説もある。

### 標準的なレシピ
- テキーラ ： パイナップル・ジュース ＝ 1 ： 1
- グレナデン・シロップ ＝ 1dash

### 作り方
テキーラとパイナップルジュースとグレナデン・シロップをシェークして、カクテル・グラス（容量75〜90ml程度）に注げば完成である。なお、テキーラは好みの応じて比率を減らすことがあり、その時はパイナップルジュースを増量する。パイナップルジュースは、その場でパイナップルを絞ったものを使用するのがベストであるが、市販のジュースを用いても良い。

### この項の参考文献
- 稲 保幸 『カクテル こだわりの178種』 新星出版 1998年7月15日発行 ISBN 4-405-09640-6
- 稲 保幸 『カクテルガイド』 新星出版 1997年4月15日 ISBN 4-405-09629-5
- 若松 誠志 監修 『ベストカクテル』 大泉書店 1997年9月5日発行 ISBN 4-278-03727-9
- 後藤 新一 監修 『カクテル・ベストセレクション100』 日本文芸社 1996年5月20日発行 ISBN 4-537-01747-3

## ロングドリンクのメキシカン
同じくテキーラベースのカクテルだが、ショートドリンクのメキシカンとは全く味も作り方も違う。辛味があるのが特徴。ビルドタイプ（単純にグラスに注いで作るタイプ）のカクテル。

### 標準的なレシピ（ロングドリンク）
- テキーラ ＝ 15ml
- ビール ＝ 残部
- タバスコ ＝ 適量

### 作り方（ロングドリンク）
まずテキーラをグラス（容量150〜300ml）に入れ、そこによく冷やしたビールを注ぐ。そこにタバスコを適量入れて軽くステアする。

### この項の主な参考文献（ロングドリンク）
- 山本 祥一朗 監修 『カラー図解 カクテル』 成美堂出版 1994年12月10日 ISBN 4-415-07873-7